# Geografía de Pucallpa

Mapa general donde la ciudad comparte 3 distritos divididos. En este gráfico se observa que se expande hacia el oeste creciendo la urbanización en los dantay (SO).

La geografía de Pucallpa se caracteriza por ser un clima cálido tropical en una superficie arcillosa y húmeda. Se ubicación política entre los distritos de Manantay, Yarinacocha y Coronel Portillo y naturalmente a orillas de los lagos Yarinacocha y Ucayali.
La superficie urbana ha superado los 24 kilómetros, en cambio la superficie hidráulica ocupada es de 4 kilómetros debido a que se comunica a través de los puertos.

## Geografía natural

### Relieve e hidrografía
La ciudad de Pucallpa se ubica en el departamento de Ucayali, centro-este de Perú, a orillas del río Ucayali. Se encuentra situado en plena selva amazónica a 154 m s. n. m. En la ciudad abundan los árboles, especialmente en zonas poco desarrolladas. Sus tierras son arcillosas y fácilmente se disuelven y se vuelven barrosas. Su inclinación terrestre es leve, con un promedio de ±3 metros de elevación.
Pucallpa tiene algunos relieves hidrográficos importantes. El lago Yarinacocha se ubica en el noreste y tiene muy poca superficie. El río Ucayali es el centro de comunicación y se extiende de norte a sur. Además se conserva el caño natural de Yumantay, ubicado en la zona derecha de la avenida Centenario (distrito de Manantay). También se puede considerar a la laguna de Yarinacocha vía importante a otras comunidades.
Centralmente el caudal de controla es la quebrada Yumantay, en la cual conecta de sur a norte en las trayectorias de la avenida Centenario, Amazonas, Unión, y el centro de ciudad. En el origen es controlado en sus obras de la municipalidad de Manantay.

### Clima

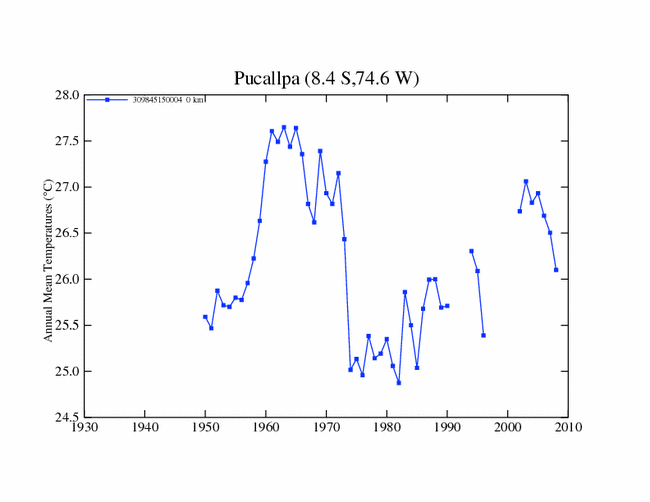
Temperaturas promedio del aire en casilla meteorológica, 1949 a 2009 (NASA).

El clima es tropical, con temperatura cálida todo el año, clasificada como clima ecuatorial según el sistema de Köppen. La temperatura promedio es de 26 °C, con picos que pueden alcanzar 34 °C en los días más calurosos. A mediados del 2008, la temperatura alcanzó los 37 °C. Las precipitaciones se producen entre los meses de octubre y diciembre. Durante este período, la temperatura baja hasta 21,5 °C aproximadamente. Se han llegado a reportar más de 40 °C, siendo de los registros más calurosos de la selva baja.
El caudal de las lluvias llega a alcanzar 1570 mm. En el 2009 la precipitación máxima fue de 12,2 cm (marzo) y la mínima de 3,44 cm (agosto). Además, los índices ultravioletas pueden llegar a los 10+.
En Pucallpa frecuentemente ocurren tormentas eléctricas. Sin embargo, en esta ciudad ocasiona fenómenos naturales como los fuertes vientos que pueden alcanzar los 40 km/h y que han provocado accidentes aéreos, como el ocurrido el 23 de agosto de 2005, cuando el vuelo 204 de TANS Perú se estrelló antes de llegar a la terminal, con el resultado de 40 muertos y varios heridos. El accidente fue provocado por una fuerte tormenta a muy pocos kilómetros de la ciudad. Otro caso que hubo mayor evidencia fue en 1971 (el vuelo 508 de la empresa LANSA), que sólo hubo una sobreviviente.
Nunca fue origen de terremotos, aunque si recibió movimientos sísmicos que alcanzaron a los 5.9 grados en la Escala de Richter. Además de este terremoto, ocurrió otro con una intensidad de IV en la escala de Mercalli y 5.8 en la de Richter, cuyo epicentro se ubicó en Puerto Inca, a 25 km al suroeste de Pucallpa.
En la siguiente tabla que muestra a continuación se puede demostrar varias formas. Primero, entre los meses junio y septiembre son días cálidos y secos, donde se observa mayor iluminación solar. Y entre los meses de enero y marzo son más húmedos, donde se facilita su transporte fluvial. Este último ha causado graves precipitaciones ocasionando inundaciones superiores a los 200 milímetros.
| Parámetros climáticos promedio de Pucallpa                                                   | Parámetros climáticos promedio de Pucallpa | Parámetros climáticos promedio de Pucallpa | Parámetros climáticos promedio de Pucallpa | Parámetros climáticos promedio de Pucallpa | Parámetros climáticos promedio de Pucallpa | Parámetros climáticos promedio de Pucallpa | Parámetros climáticos promedio de Pucallpa | Parámetros climáticos promedio de Pucallpa | Parámetros climáticos promedio de Pucallpa | Parámetros climáticos promedio de Pucallpa | Parámetros climáticos promedio de Pucallpa | Parámetros climáticos promedio de Pucallpa | Parámetros climáticos promedio de Pucallpa |
| Mes                                                                                          | Ene.                                       | Feb.                                       | Mar.                                       | Abr.                                       | May.                                       | Jun.                                       | Jul.                                       | Ago.                                       | Sep.                                       | Oct.                                       | Nov.                                       | Dic.                                       | Anual                                      |
| -------------------------------------------------------------------------------------------- | ------------------------------------------ | ------------------------------------------ | ------------------------------------------ | ------------------------------------------ | ------------------------------------------ | ------------------------------------------ | ------------------------------------------ | ------------------------------------------ | ------------------------------------------ | ------------------------------------------ | ------------------------------------------ | ------------------------------------------ | ------------------------------------------ |
| Temp. máx. abs. (°C)                                                                         | 36                                         | 35                                         | 37                                         | 37                                         | 33                                         | 33                                         | 33                                         | 37                                         | 37                                         | 36                                         | 35                                         | 37                                         | 37                                         |
| Temp. máx. media (°C)                                                                        | 30                                         | 30                                         | 30                                         | 30                                         | 30                                         | 30                                         | 30                                         | 31                                         | 31                                         | 31                                         | 30                                         | 30                                         | 30                                         |
| Temp. mín. media (°C)                                                                        | 22                                         | 22                                         | 22                                         | 22                                         | 21                                         | 20                                         | 20                                         | 20                                         | 21                                         | 21                                         | 22                                         | 22                                         | 21                                         |
| Temp. mín. abs. (°C)                                                                         | 18                                         | 18                                         | 18                                         | 12                                         | 15                                         | 12                                         | 11                                         | 12                                         | 14                                         | 15                                         | 17                                         | 17                                         | 11                                         |
| Precipitación total (mm)                                                                     | 140                                        | 160                                        | 190                                        | 160                                        | 100                                        | 60                                         | 50                                         | 50                                         | 90                                         | 160                                        | 180                                        | 180                                        | 130                                        |
| Horas de sol                                                                                 | 112                                        | 77.7                                       | 85.5                                       | 88.8                                       | 107.5                                      | 109.3                                      | 162.3                                      | 174.9                                      | 140.2                                      | 131.1                                      | 109.1                                      | 105.1                                      | 112.8                                      |
| Humedad relativa (%)                                                                         | 84.2                                       | 85.1                                       | 88.4                                       | 88.2                                       | 86.2                                       | 84.5                                       | 84.4                                       | 81.3                                       | 79.3                                       | 81.4                                       | 80.3                                       | 80                                         | 83.6                                       |
| Fuente: Weatherbase, Tu Tiempo y MSN Clima Monografía sobre los suelos de Pucallpa 2009-2010 |                                            |                                            |                                            |                                            |                                            |                                            |                                            |                                            |                                            |                                            |                                            |                                            |                                            |

### Medio ambiente
Hay dicotomías sobre lo bueno y lo malo de los recursos naturales en aspectos tales como población, desarrollo, comercialización, etcétera. Existe en la población el anhelo de mayor desarrollo, una mejor economía y más investigación, que en muchos casos puede alcanzarse, pero a costa de la deforestación y en general del deterioro de los recursos naturales de la zona. Por el momento se está buscando una solución alternativa. Con ese objetivo ha surgido una iniciativa de reciclaje y desarrollo para la conservación natural de la zona.
Además, la ONG Ciudad Saludable ha incluido una planta de reciclaje, ubicada en el asentamiento humano Pedro Portillo. Esto a la vez brindaría un valor agregado a los residuos recolectados, que beneficiaría el trabajo económico.
Pese a que es una ciudad semi-ecológica, hay muchos motivos para demostrar que es un ejemplo de salud. Uno de ellos es la existencia de un ambiente natural: es el Parque natural de Pucallpa, que es el único zoológico en la ciudad donde se conservan las especies que habitan la zona, sobre todo aquellas en peligro de extinción.

## Urbanismo

### Plan director
| Año de superficie  | 1942 | 1952 | 1962 | 1971 | 1981 | 1993   | 1996   |
| Hectáreas ocupadas | 38.4 | 129  | 322  | 859  | 1090 | 2321.8 | 2351.8 |

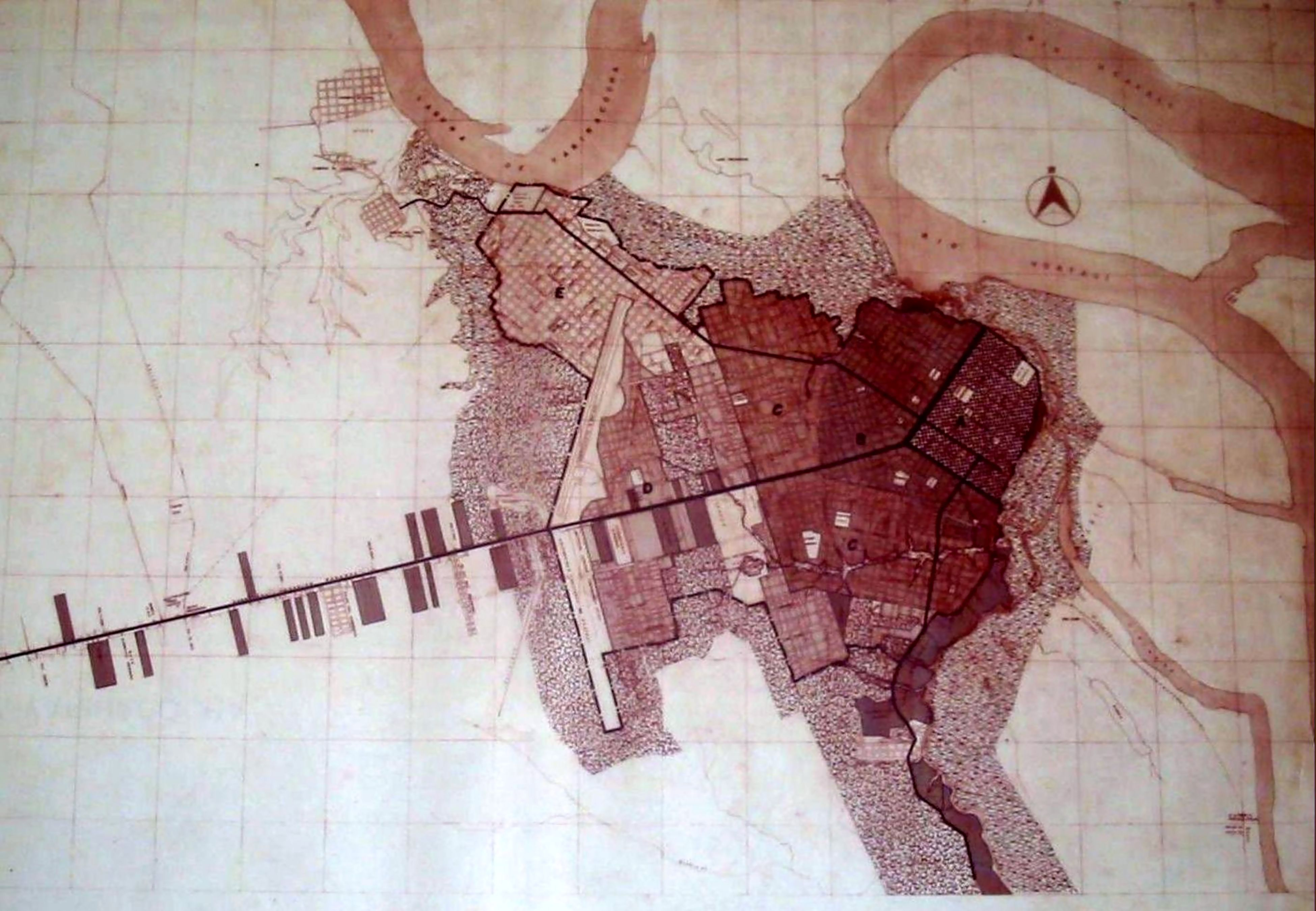
Plan director del 2000 diseñado por la municipalidad provincial.

Desde la fundación de Puerto Callao en la década de 1940, ha mejorado urbanísticamente debido a que antes estaba aislada durante unos años. La unión de las ciudades empieza en 1983, fortaleciéndolas. Sin embargo, carecían de una administración política debido a que las ciudades aisladas pertenecían a sus respectivos distritos, aunque poseían una ruta de acceso para enlazar las dos villas.
Según el INADUR, 1999, la antigua carretera de Yarinacocha pasó a ser la Avenida Yarinacocha. A la mitad de esta vía se ubicaba el límite geográfico para evitar los conflictos.
Las delimitaciones de Pucallpa no están totalmente establecidas pero puede haber particiones entre los distritos de Manantay, Callería y Yarinacocha. Limita con el río Ucayali, Puerto Callao (cuyo punto central son Alfredo Égliton y la Avenida Yarinacocha en sí) y San Fernando (con la quebrada Manantay y con el puente Maya de Brito según el plan director).
Pucallpa se conforma de cinco zonas: Pucallpa (propiamente dicha, ubicado en el este), Puerto Callao (norte), San Fernando(sur), Primavera(suroeste), La Hoyada  (noreste)  y Las Alamedas(noroeste). Además se podría anexar con la localidad de San Francisco (noreste) y lugares aledaños en la carretera central hacia el cono norte.

### Desarrollo rural

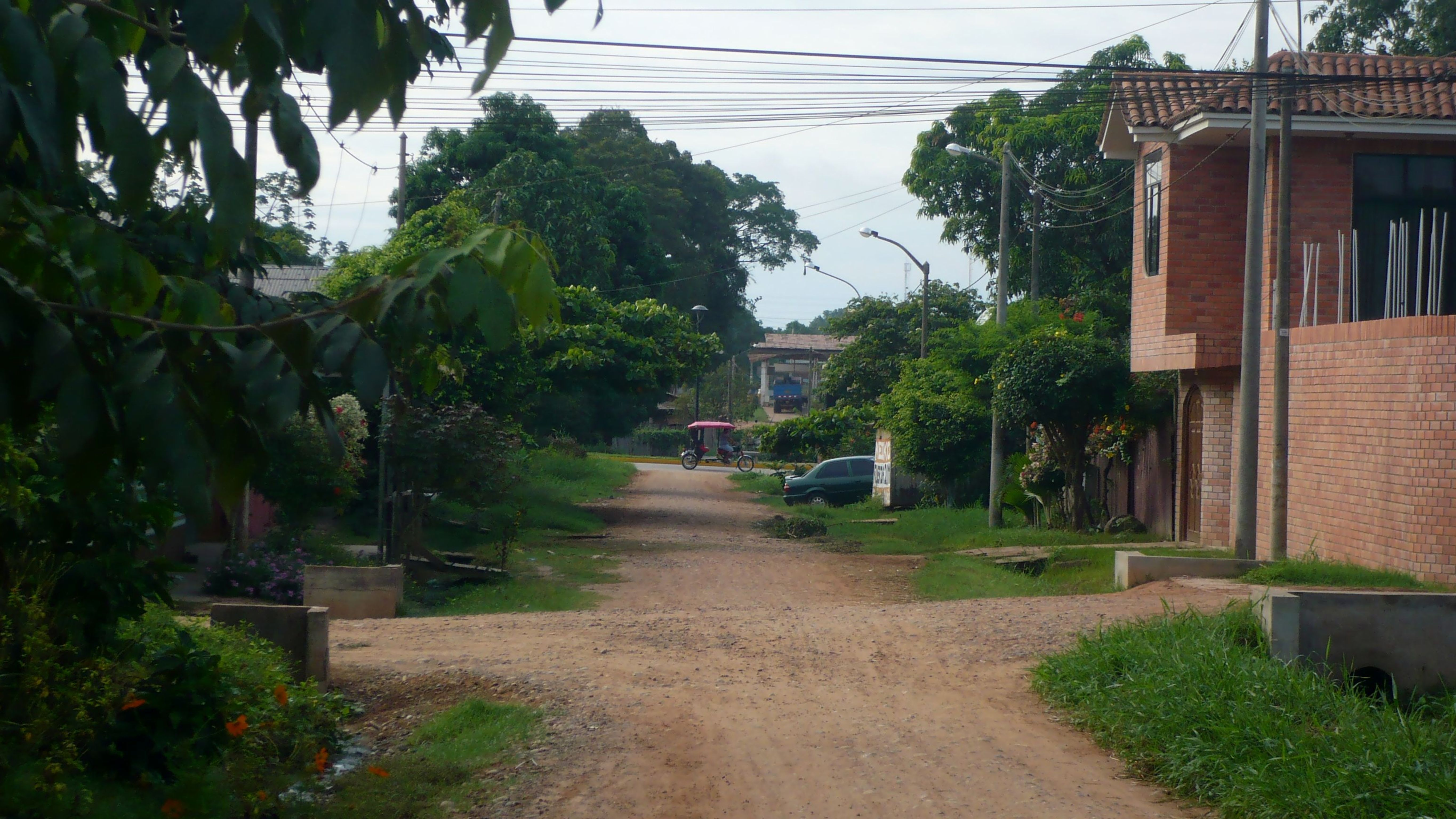
Una de las calles en el distrito de Yarinacocha en el, demostrando una gran expansión de la ciudad.

Debido a una serie de mejoras y desarrollo adecuado y estable, Pucallpa es considerada como Urbe a fines de la década del 2000. Esta ciudad está dividida en más de 300 asentamientos humanos que se pueden ubicar por manzana urbanas de 80x80 m como promedio de 13 lotes rurales (según las leyes de construcción de Perú) o de 40 locales urbanos (entendiendo que no son AA.HH.) en que habitan 52-75 y 230-260 habitantes respectivamente.
La ciudad tuvo un rápido avance. En ese periodo además del centro urbano también se ocupó la quebrada de Yumantay, que años después se dividió formando la zona de San Femando (propiedad del distrito maitaino desde el siglo XXI). En 1996 continúan también ocupando zonas bajas y otras de uso industrial y en la zona colindante a la carretera central,  por lo que la mitad ocupada viven en asentamientos marginales. Pese a ello se considera como una ciudad planificada.

### Situación urbana
Pucallpa es todo el casco urbano. Al comienzo la ciudad ocupó la parte oriental, hasta la avenida Sáenz Peña y Jirón 7 de junio. Más tarde se expandió hacia el oriente de la misma y finalmente también hacia el sureste. Debido a las invasiones, se ocupaban zonas rurales menos desarrolladas que se encontraban más alejadas de la ciudad. Como referencia había varios asentamientos humanos como San  Fernando, que pronto fue la ciudad principal de Callería. Debido al desinterés de estas ciudades, para que Pucallpa pudiese dejar de ser zona rural y desarrollarse, tuvo que establecerse como distrito.
Pucallpa ocupa el 0,05% de la provincia de Coronel Portillo, lo que representa casi el 15% del distrito original. La ciudad limita con el distrito de Campoverde y aldeas vecinas a partir de Puerto Callao.
| Noroeste: Distrito de Yarinacocha                                                      | Norte: Distrito de Yarinacocha y laguna Yarinacocha (4.7 km) | Nordeste: Río Ucayali                      |
| Oeste: Entre los distritos de Yarinacocha y Manantay por la carretera Federico Basadre |                                                              | Este: Río Ucayali y distrito de Callería   |
| Suroeste: distrito de Campo Verde (33 km)                                              | Sur: Distrito de Manantay y quebrada Yumantay                | Sureste: Río Ucayali, distrito de Callería |